# 二日市保養所

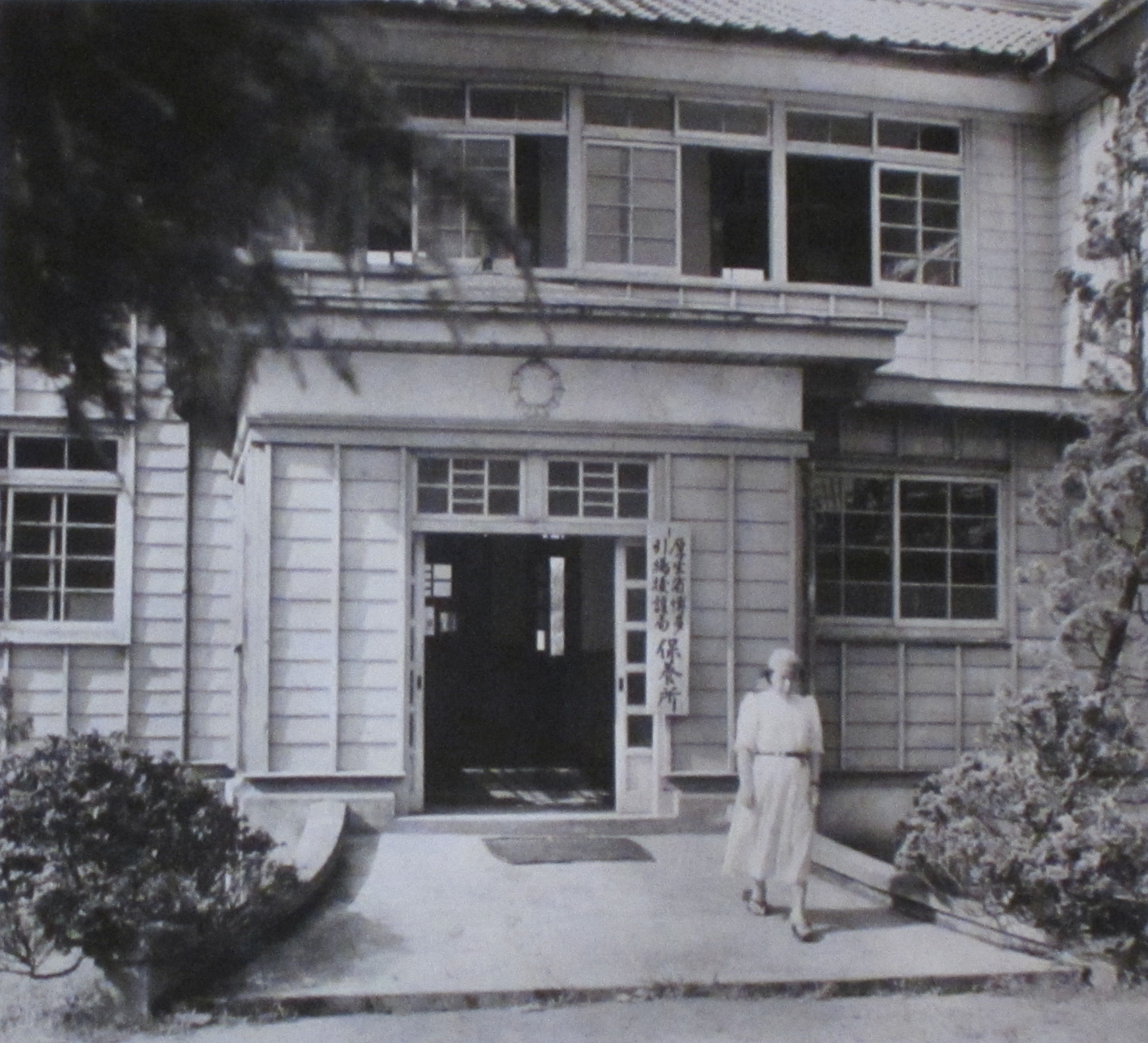
二日市保養所の入り口

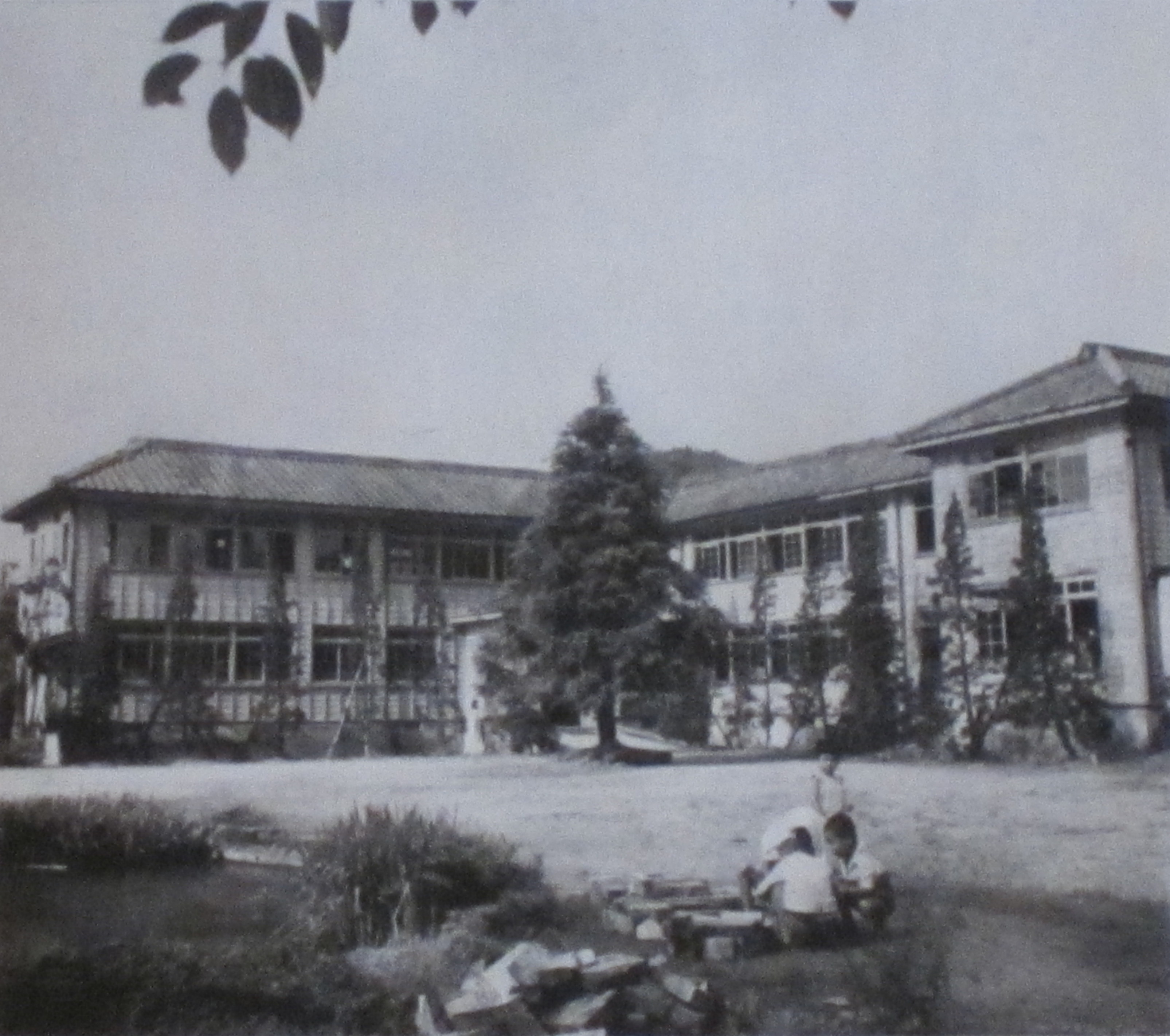
二日市保養所

二日市保養所（ふつかいちほようじょ）は、福岡県筑紫郡二日市町（現在：筑紫野市）にあった厚生省引揚援護庁の医療施設。ここでは、太平洋戦争終了後、満州・朝鮮等からの引揚者の日本人女性を検査、堕胎手術や性病の治療を行った。

## 開所に至る経緯
最も早い設立経緯に関する情報としては、九大産婦人科の元医局長が、日経メディカル1987年8月10日号に報告を寄せ、そこでは、1945年8月末に医局の助教授が厚生省に呼ばれ、性病蔓延防止と混血児発生による家庭崩壊防止を理由に、女性の入国時にチェックし、性病の隔離治療・妊娠の極秘中絶を指示され、後述の古賀と中原の療養所で中絶を行うことになったとするものがある。元医局長は、これを決定した当時の政府責任者は謎としている。ジャーナリストの下川正晴は1945年8月末は早すぎるのではないかとしている。
病院の開設や人員確保の経緯は以上の通りだが、これとは別に、医師たちがなぜ違法な中絶手術を恒常的に行う道に踏み切ったのか、そのきっかけとなったというエピソードもよく紹介される：このグループのある者が、朝鮮での元教え子に遭遇するが、彼女は国民学校に赴任しており、凌辱されたために妊娠して腹が大きくなっているのが目立ってきた。両親の歎願で中絶手術を決行したが、失敗し、母子ともに死亡したという。

### 京城帝大グループ
朝鮮に在留していた日本人を治療していた経験を持ち、継続して今度は引揚者の治療にあたりたいと志願したのが、旧京城帝国大学医学部医局員グループで、外務省に働きかけて省の外郭団体である在外同胞援護会の「救療部」として活動を始めていた。引揚船に船医を派遣したが、搭乗者していた日本人の大多数は朝鮮北部からの引揚者で、特に婦女子の有様は凄惨であった。なかには性的被害に遭った者、なおかつ性病感染や妊娠させられた女性もおり、彼女らに対しなんら救済措置も用意されていない次第を博多引揚援護局に報告し、被害者患者のための病院の設立を具申した。提案は受け入れられ、外務省の外郭団体である在外同胞援護会と厚生省博多引揚援護局との協力により、1946年（昭和21年）3月25日に「二日市保養所」が開設されることになった。在外同胞援護会の松田令輔理事長らは1946年4月3日に高松宮邸を訪問し、高松宮は同17日に現地を訪れて「ご苦労さん、頼みますよ」と医師や看護師らを激励したとされる。

## 施設の概要
二日市保養所は、かつての愛国婦人会の保養所だったところである。博多引揚援護局が愛国婦人会福岡県支部武蔵温泉保養所の建物を福岡県から借り、財団法人在外同胞援護会が運営にあたった。閑静な立地条件にあり、温泉も湧き出ており療養には最適であった。木造2階建てで、上の階は14、 15室あり小さい部屋に分かれていた
。そして何よりも交通の便がよいが、人目に触れにくい場所であることから選定された（主要な引揚港であった博多港から直行した場合は、当時の劣悪な交通事情下においても3時間内外で到着できた）。

## 施設の職員
- 医師2名 秦禎三[注 3]、橋爪将（所長）[13]
- 看護婦10名（うち3人は産婆資格あり）[13]
- 事務職員3名（うち1名は事務長）
- 用務員4名

## 広報
内容が内容だけに、当該女性に対して、この施設の存在をどのようにして広報するかが大きな問題であった。そこで採られたのが、引揚船中でのビラの配布であった。上坪が例にあげたところによれば、「在外同胞援護会救療部派遣医師」名義のチラシで「不法な暴力と脅迫により身を傷つけられたり、又はその後、体に異常を感じつつある方には、（略）日本上陸の後、速やかにその憂悶に終止符を打ち、希望の出発点を立てられる為に乗船の船医へ、これまでの経過を内密に忌憚なく打明けられて相談して下さい。知己にも故郷へも知れない様に、診療所へ収容し、健全なる体にする」旨が記されていたとされる。また、すでに引揚が完了し全国に散っていった女性に対しては、有力紙に「本人にはわかるような」婉曲的表現の広告を出し、施設の存在を知らせていた。
救療部の記録によれば、5回 - 6回にわたって有名新聞に抽象的な内容で二日市保養所の広告を出したとされるが、上坪隆が調査で見つけ出せたのは1946年7月17日西日本新聞の広告だけであったが、そこには以下のように記載されていた。文案は泉靖一によるという。

## 患者の収容
博多港では、博多引揚援護局が、博多検疫所および女子健康相談所を1946年4月25日に設置し、妊娠、違法妊娠、性病の検査・問診を行い、選別された対象者を国立福岡療養所や二日市保養所に送致していた。当初は自己申告または一目で明らかな妊婦を検診していたが、それではすべてを把握できないということで、14歳以上すべての女性を検査する方針に変更になり、そのために博多の現場には婦人検診室も設けられたもいう。1946年3月の婦人健康相談所の開設当初から、15～55歳の引揚女性は全員がそこに来ること、そこを通らなければ引揚証明書がもらえないことになっていたとの主張もある。

### 不法妊娠
戦後70年以上経って永尾和夫はその纏めた記事で、博多引揚援護局史によるとして、患者の内訳は不法妊娠218人、正常妊娠87人、性病35人という数字を挙げ、不法妊娠について暴行による妊娠とカッコ付きで付記している（実際には、「不法妊娠」とは婚外子の妊娠のことであり、当時の一般的な言葉である。）。
二日市保養所の医務主任だった橋爪将の報告書によると、4月からの施設の本格稼働から約2か月間で、不法妊娠は地区別には北朝鮮24人、南朝鮮14人、満州4人、北支3人、相手男性の国籍内訳は、朝鮮28人、ソ連8人、支那6人、米国3人、台湾・フィリピンが各1人だった。橋爪は、6月10日付の報告書で最も朝鮮人が多いが、これは、これまで朝鮮からの引揚が多かったためで、これから満州からの多数の引揚が開始されるに従い、満州での不法妊娠も増えるだろうとしている。一方で、藤田繁は、そもそも多くの証言で、満州のソ連兵の強姦が横行したのは８月一杯か長くとも9月中旬までで、その後は進駐してきたGPUが犯人を射殺するので沈静化したとされていることから、時期の合うはずの妊娠9か月が極めて少ないため、不法妊娠の数には実際には強姦ばかりでなく引揚までの状況からやむを得ず強いられた他の理由が相当含まれているだろうとしている。

#### 不法妊娠の意味と中絶の実際
二日市保養所に当時九大から派遣された橋爪将医師（京城帝大医学部七期）は、救療部では強姦等による妊娠を不法妊娠と呼んでいたとするが、二日市保養所で看護婦として働いていた村石正子は、正当な婚姻者間の妊娠が正常妊娠で、婚外子の妊娠が不法妊娠と記録される扱いであったことを述べている。研究者の松田澄子は、村石と同様に婚外子の妊娠を不法妊娠としている。ジャーナリストの下川正晴は、不法妊娠の中心をソ連兵・朝鮮人による暴行と考え、正常妊娠における中絶は出産に母体が耐えられない場合に行われたものとしている。しかし、むしろ病気や栄養不良等により衰弱している者の場合は手術前に数日入院させて体力を回復させている。上坪隆もこれらの妊娠を性暴力によるものが中心と考えてはいるものの、正常妊娠における中絶について、当時の状況では子を養うどころではなく、先行き不安から中絶したケースもあったようだとしている。朝鮮から引揚げてそのまま二日市保養所で働いた看護師の吉田ハルヨの証言は、当時の一般的な意識ではむしろ生活困窮のために中絶しなければ暮らしていけないのでそうせざるをえないだろうという感覚であり、そのため被術者が中絶を受入れていたことを述べている。

## 患者の治療
麻酔薬が不足していたため、麻酔無しの堕胎手術が行われ、死者も少なからず出た。
1947年秋の施設閉鎖までに約400件 - 500件の堕胎手術をおこなったと推計される。
性病の場合はその治療に取組んでいる。また、中絶の場合は、病気や栄養不良等により衰弱している者については既述の通り手術前に数日入院させて体力を回復させてから行っている。
国から違法な妊娠中絶の施術を強制された医師はその不本意を述べている。

## その後の二日市保養所

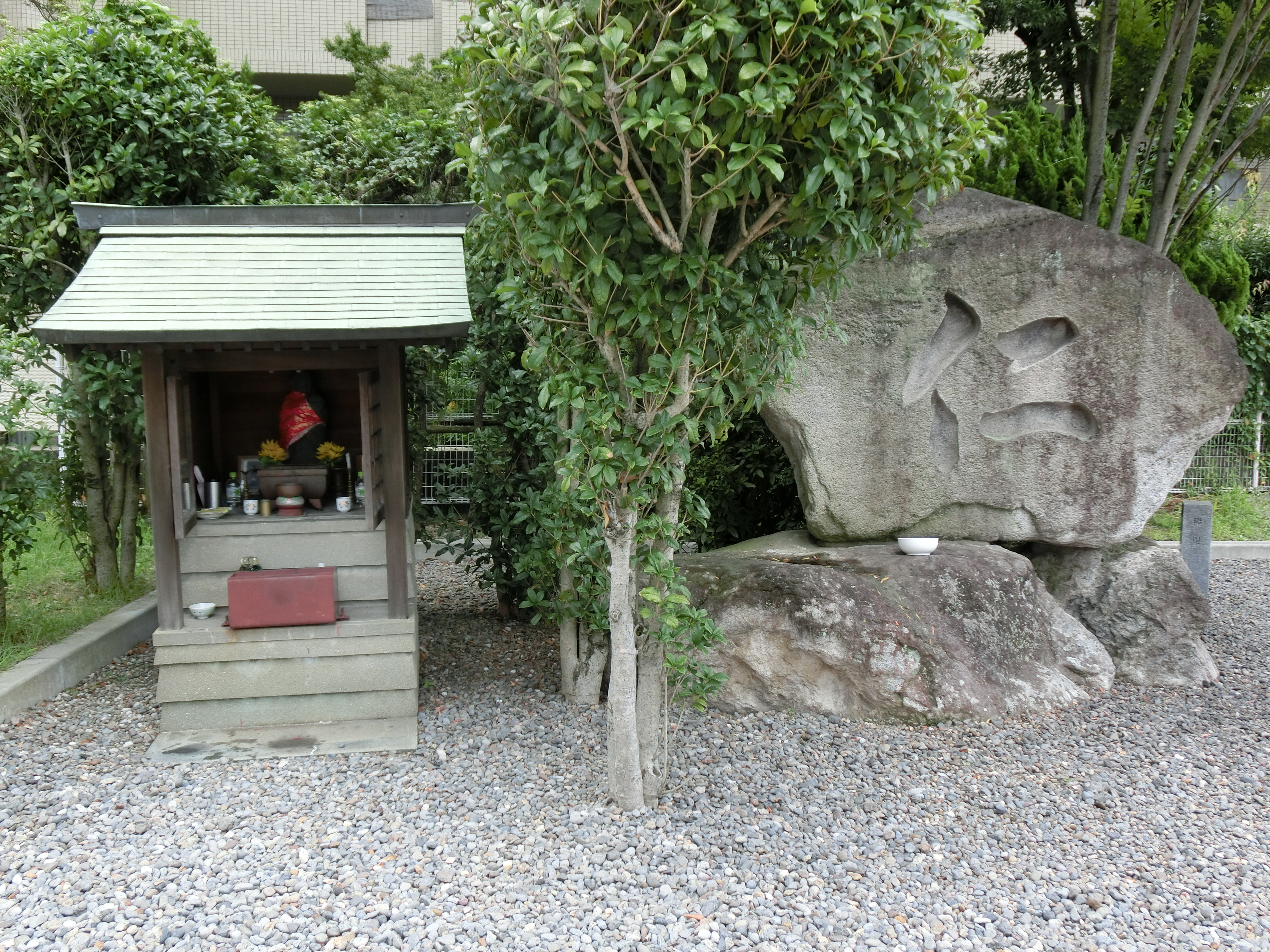
保養所跡（現・特別養護老人ホーム むさし苑）にある石碑

二日市保養所は、優生保護法の施行にともない、1947年（昭和22年）秋頃に閉鎖した。同保養所の主務官庁である引揚援護庁は1954年（昭和29年）まで存続した。
その後、同敷地に済生会二日市病院が建てられた（現在病院は南に200m程の場所に移転し、跡地には同じ済生会が運営する老人ホーム「むさし苑」が建てられた）。なお、むさし苑の駐車場の隅には二日市保養所跡の石碑が建てられている。

## 二日市保養所以外の婦人患者の手術・治療
上坪隆の『水子の譜』によれば、女性らは二日市保養所のみに集められたわけでなく、国立福岡療養所、九大、久留米医専の各病院でも手術や治療が行われ、それは当時これらの病院で働いていた医師らの証言で裏付けられているという。
二日市保養所以外に九州帝国大学医学部、国立福岡療養所（福岡県古賀市）、九州高等医学専門学校が特殊婦人患者の対応にあたった。佐世保港に上陸した満鮮引揚特殊婦人入院患者に対しては陸軍病院中原療養所（佐賀県）が手術・治療にあたった。九大の元医局長によれば、古賀と中原の療養所で中絶された件数は千件を下らないと推定している。
二日市保養所と同様な行為は福岡県古賀の国立福岡療養所でも行われていたが、九大から福岡療養所に派遣されたある医師は、当時の医局長から「稽古に行ってこい」と言われたという。
下川正晴は、福岡療養所と佐賀の中原療養所の他にも、関東の病院で行われていたとの証言や、また別の国立病院でも行われていた内部資料があることを報告している。当時、引揚港は10港あり、松田澄子は厚生省が九州大学のみに中絶の密命を出したとは考えにくいとしている。
また、臨月の女性用の病棟が針尾島（佐世保市）にあったという。そこでは分娩直後の子も処分していたとされ、生まれた子を注射で処分していたと聞いたとの話が伝わる。

### 婦人健康相談所
婦人相談業務を先発引揚港の舞鶴や函館では既に日本赤十字社で行われていたが、あまりうまく行かず、YMCA理事長を長らくしたことがある援護院総裁斉藤長官が古くからの友人で雑誌「婦人之友」の「全国友の会」会長の羽仁もと子に相談、協力が得られることになったという。佐世保市では、「佐世保友の会」に羽生もと子からの指示にしたがって、会員数名が「佐世保援護局」に行くと、斉藤長官から内意が伝えられていて、婦人相談所の問診員になってくれということであったという。理由としては「外国人など人種の違う者から受けた性病は悪質であるため、今後亡国病となる危険性がある。ために、これを国内に流布せず、水際でとめるために、生活相談とともに婦人相談の形で行う」ということであった。
佐世保の場合は、中絶が必要な女性らは中原の国立療養所に送られたという。佐世保では15～55歳の引揚女性は全員がそこに来なければならないことになっていて、そこを通らなければ引揚証明書がもらえないことになっていた。二日市保養所の場合も、看護師の吉田ハルヨは、コロ島からの引揚者が来る頃には帰国者は到着すると博多港などでは1日か2日収容され対象者は二日市保養所で処置を受けないと帰郷のための列車にも乗せてもらえない体制が出来上がっていたことを証言している。なお、引揚孤児や子の世話をできない寡婦の子を引き取るために泉らがMRUと同時期に作った孤児院である聖福寮においても、保母の多くを「友の会」を通じて、その志願者から得ている。
上坪隆は性病防止のためであれば陸軍将兵の検査も厳重にすべきで、援護院の出した方針では女性のみを対象にしたことは片手落ちの気がするとしている。藤田繁は、性病予防目的ならば男性も対象とせねばならないはずが、男性は壮年者のみが訊問され調書を取られただけだったことから、実際は性病問題よりも妊娠女性の堕胎目的が主眼で、男性からは中国の情報と本人の思想傾向を調べたのであろうとする。

### 移動医療局
ソウルから釜山にかけての旅程にいる引揚者の治療にあたるため、移動医療局（英名MRU、上坪隆はムービング・リリーフ・ユニオン、下川正晴はメディカル・リリーフ・ユニオンとしている）という組織が形成されていた。これを手掛けたのは文化人類学者の泉靖一（元京城帝大法文学部助教授、民族学）と田中正四（元京城帝大医学部助教授、衛生学）で、のちの在外同胞援護会救療部も、一部の資料によれば泉が働きかけて資金援助をとりつけ作り上げたとされる。米軍公認の組織だったので、アルファベット表記になったという。
移動医療局は、釜山日本人世話会と共同で検診する女性を対象に1945年12月より被害調査を行い、 1946年3月の調査では、調査対象者885人のうち、レイプ被害者70人、性病罹患患者19人、約1割が性犯罪の被害に遭っているという数字が示された。上坪隆は、これは引揚援護局でも問題になっていたが、援護局の関心は女性への憂慮ではなく、性病からの日本民族防衛であったとする。

## 背景
当時、中絶は基本的に堕胎罪に問われる違法行為であった（詳細は「人工妊娠中絶」参照）。しかしながら、不貞行為が姦通罪に問われることや生活難からの江戸時代以来の間引きの習慣もあり、また、営利目的で大量の中絶を行っても刑は懲役1年以下となることや初犯であれば執行猶予がつくことが多く、ヤミ行為として横行していたのが現状であった。
終戦後、満州や朝鮮半島から引揚の途上、ソ連兵士などに強姦されたり（「強姦の歴史#戦時の強姦」を参照。）、外地で生き延びるため引揚途上で同じ引揚中の男性と夫婦同然の立場となったり、心ならずも売春を行う女性がいた。その結果、妊娠したり、性病に罹ったりしたとしても、必要な措置を取ったり、必要な治療を受けることは困難な状況であった。
当時の看護師、吉田ハルヨはNHK「戦争証言アーカイブス」で中絶手術について証言している。
二日市保養所で中絶にあたった看護婦の村石正子は、後の講演で、引揚の途中で女性がソ連兵や現地人から被害に遭った話や妊娠女性が身投げした話を語っている。